# Sahir Ludhianvi
Abdul Hayee, noto con il takhallus Sahir Ludhianvi (Ludhiana, 8 marzo 1921 – Mumbai, 25 ottobre 1980), è stato un paroliere e poeta indiano.

## Riconoscimenti
- Padma Shri (1971)
- Filmfare Awards
  - 1964: "Best Lyricist"
  - 1977: "Best Lyricist"